# Fraxinus nigra

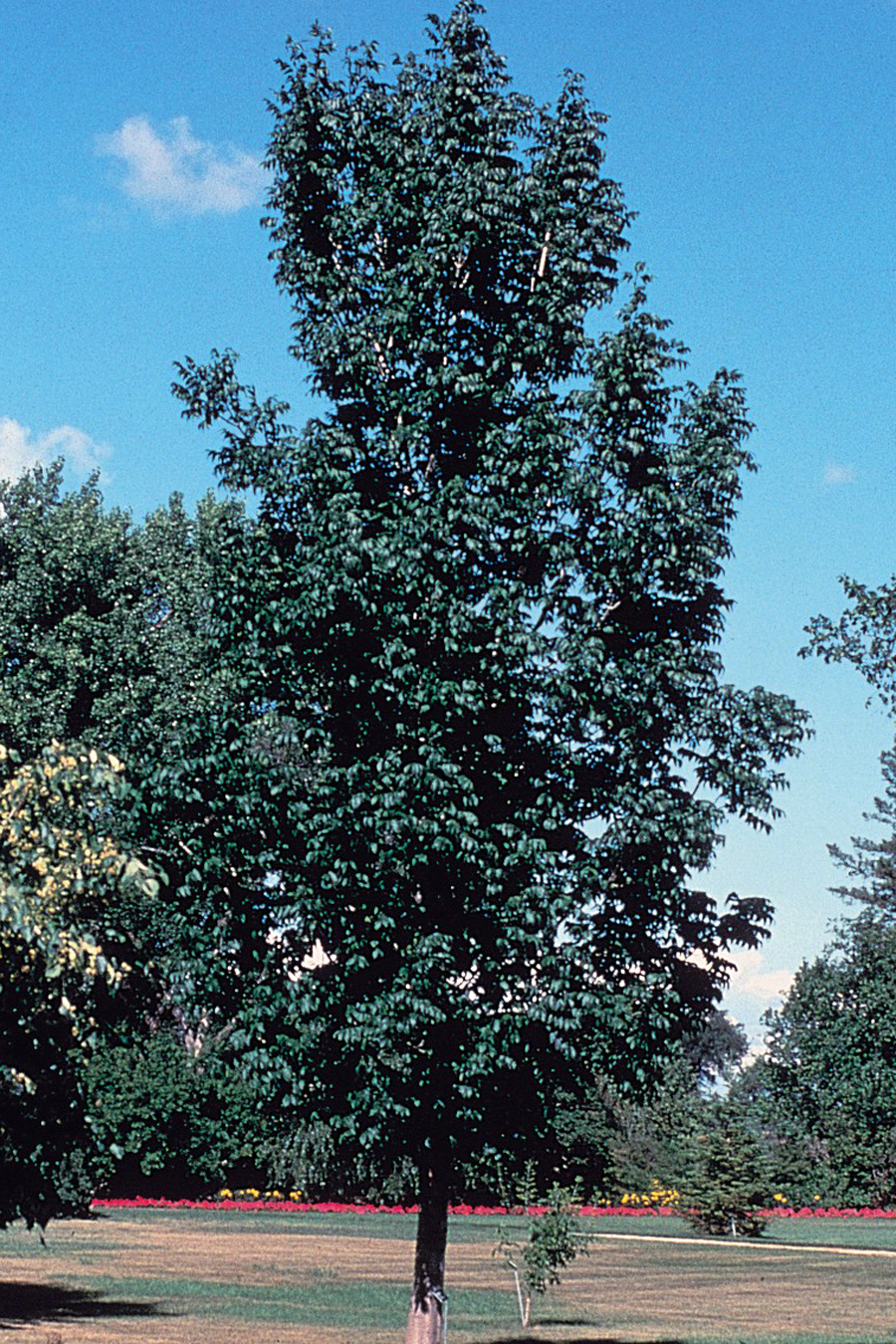
Vista del árbol

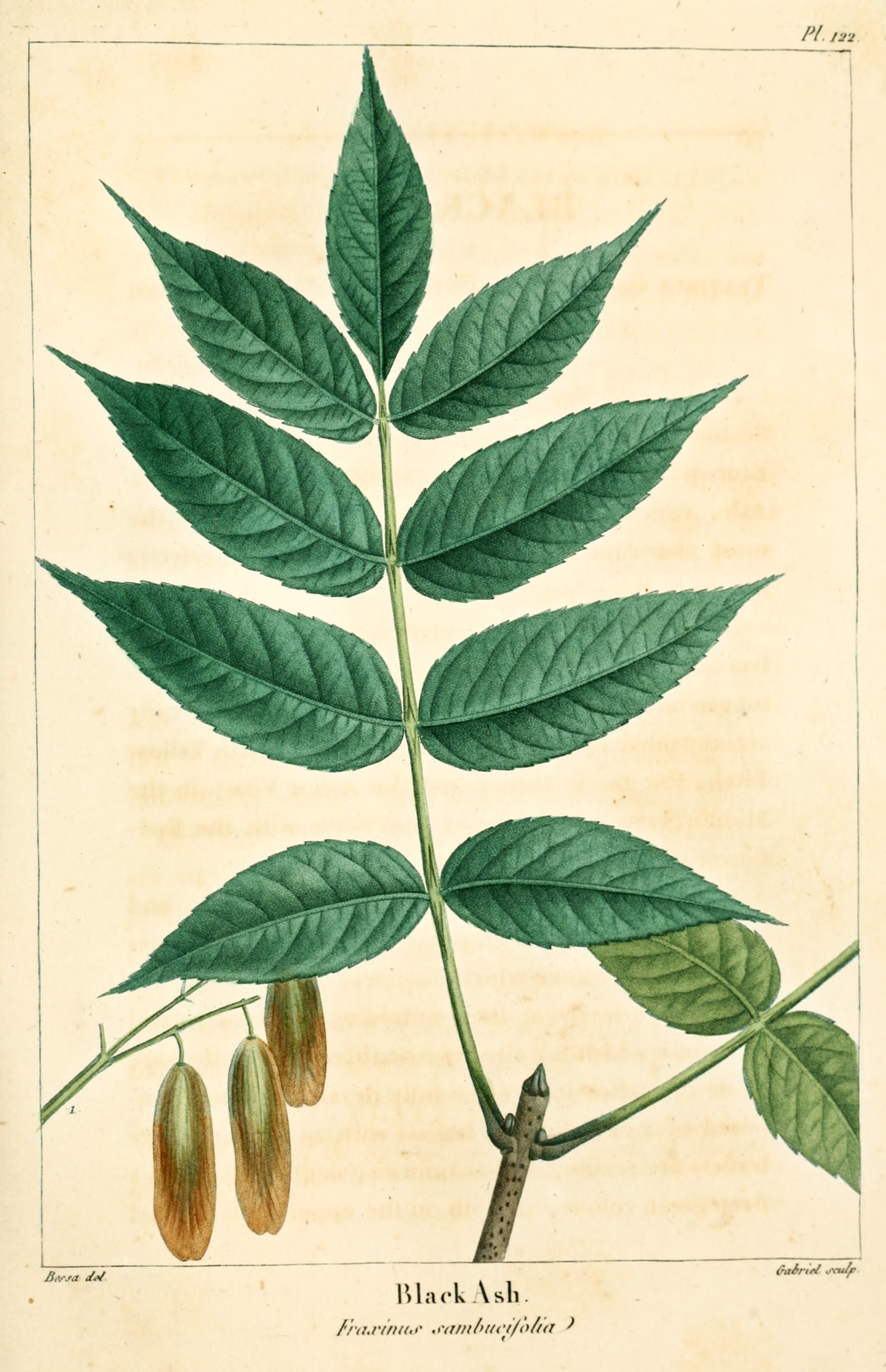
Ilustración

Fraxinus nigra Marshall, el fresno negro, es una especie arbórea perteneciente a la familia Oleaceae.

## Hábitat
Es un árbol nativo del este de Canadá y nordeste los Estados Unidos, desde el oeste de la Isla de Terranova hasta Manitoba, y sur de Illinois y norte de Virginia.

## Descripción
Es un árbol de tamaño mediano, caducifolio que alcanza los 15-20 m (excepcionalmente 26 m) de altura con un tronco de hasta 60 cm (excepcionalmente 160 cm) de diámetro. La corteza es de color gris, espesa, incluso en los árboles jóvenes, convirtiéndose en escamosa y fisurada con la edad. Los brotes de invierno son de color marrón oscuro a negruzco, con una textura aterciopelada. Las hojas son opuestas, pinnadas, con 7-13 (la mayoría de las veces 9) folíolos; cada hoja tiene 20-45 cm de largo, los folíolos 7-16 cm de largo y 2.5-5 cm de amplio, con un margen finamente dentado. Los folíolos son sésiles, adscritos directamente al raquis sin pecíolo. Las flores se producen en la primavera, poco antes de las nuevas hojas, sueltas en panículas, con pocos pétalos o sin ellos, y son polinizadas por el viento. El fruto es una sámara de 2.5-4.5 cm de largo con una sola semilla de 2 cm de largo con un ala alargada apical de 1.5-2 cm de largo y 6-8 mm de ancho.

## Ecología
Comúnmente se desarrolla en los pantanos, a menudo con la estrechamente relacionada Fraxinus pennsylvanica. En la caída de follaje es de color amarillo y es uno de los primeros árboles que pierden sus hojas en el otoño.
Es una planta de alimentación para las larvas de varias especies de lepidópteros; véase la lista de Lepidoptera que se alimentan de fresnos.

## Usos
La madera es utilizada por los nativos americanos del Nordeste para hacer canastas y otros utensilios. Los shakers también hicieron un amplio uso de la especie para la creación de canastas. También es una popular madera para hacer guitarras y bajos eléctricos, debido a sus buenas cualidades resonantes.

## Taxonomía
Fraxinus nigra fue descrita por Humphrey Marshall y publicado en Arbustrum Americanum 51. 1785.
Etimología
Véase: Fraxinus
nigra: epíteto latino que significa ‘negra’.
Sinonimia
- Calycomelia nigra (Marshall) Kostel.
- Fraxinoides nigra (Marshall) Medik.
- Fraxinus americana var. nigra (Marshall) Weston
- Fraxinus americana var. sambucifolia (Lam.) D.J.Browne
- Fraxinus nigra f. cucullata G.Kirchn.
- Fraxinus nigra var. sambucifolia (Lam.) Castigl.
- Fraxinus sambucifolia Lam.
- Leptalix nigra (Marshall) Raf.[8][9]